# Trận Praha (1757)
Trận Praha diễn ra vào ngày 6 tháng 5 năm 1757 trên chiến trường Trung Âu của cuộc Chiến tranh Bảy năm, giữa quân đội Phổ dưới sự thống lĩnh của Friedrich Đại đế và quân đội Áo do vương công Karl xứ Lothringen chỉ huy. Đây được xem là "một trong những trận chiến đẫm máu nhất trong thế kỷ", với thiệt hại lên đến 13.300 quân Phổ và 14.275 quân Áo. Kết thúc trận đánh, quân Phổ đã phá được hàng phòng ngự rắn chắc của Áo trước cổng thành Praha, buộc quân chủ lực Áo phải rút vào nội đô. Tiếp sau đó, Friedrich vây hãm Praha cho đến cuối tháng 6, khi ông bị quân cứu viện Áo do thống chế Leopold Joseph von Daun chỉ huy đánh bại trong trận Kolín và phải thu quân khỏi lãnh thổ Áo.
Cuối tháng 4 năm 1757, quốc vương Phổ Friedrich II kéo 4 đạo binh mã vào đánh Böhmen thuộc Áo. Trong khi quân Áo lui về Praha, 4 đạo quân Phổ hợp thành 2 đạo, 1 đạo do Friedrich trực tiếp chỉ huy và 1 đạo kia do thống chế Kurt Christoph von Schwerin chỉ huy. Bất chấp sự kháng nghị của thống chế Maximilian Ulysses von Browne, tổng tư lệnh quân Áo Karl Alexander quyết định tổ chức phòng ngự trên cao nguyên phía đông Praha. Trước tình hình đó, vua Phổ để lại 30.000 quân canh chừng thành phố rồi đem 24.000 quân đi nghênh chiến với Karl. Sau khi hội quân với Schwerin vào đầu ngày 6 tháng 5, Friedrich mở cuộc hành quân hòng đánh bọc cánh phải quân Áo dưới quyền Browne, nhưng Browne đã kịp thời dồn quân dự bị sang sườn phải và gây thương vong ghê gớm cho đối phương. Schwerin ra sức chỉnh đốn hàng ngũ nhưng chẳng lâu sau thì ông trúng đạn tử trận. Quân Phổ tan chạy, Browne thúc quân xông lên truy kích, song chính điều này đã tạo ra 1 lỗ hổng giữa cánh quân của ông với cánh quân chính vốn vẫn đang nhìn lên mạn bắc. Chớp ngay thời cơ, các chỉ huy cánh phải quân Phổ đổ bộ binh vào lấp lỗ hổng trong khi đạo khinh kỵ binh của tướng Hans Joachim von Zieten nghiền nát kỵ binh cánh phải Áo. Quân Áo vỡ trận phải chạy vào cố thủ Praha.
Do không đủ binh lực công chiếm Praha nên Friedrich đành phải tiến hành vây hãm lâu dài, tạo cơ hội cho thống chế Áo Daun chiêu tập quân cứu viện trên mạn đông Bohmen. Để loại bỏ đạo quân này trước khi họ tiếp cận Praha, Friedrich mang phần lớn binh lực đánh về phía đông và bị đại bại trong trận Kolín vào ngày 18 tháng 6. Chiến thắng của quân đội Áo tại Kolín đã buộc Phổ rút quân khỏi Böhmen và chuyển sang thế bị động trong giai đoạn kế tiếp của cuộc chiến.

## Bối cảnh
Sau khi thôn tính xứ Sachsen vào cuối năm 1756, Friedrich Đại đế dành cả mùa đông để lên kế hoạch phòng vệ nước Phổ trước nguy cơ tấn công từ liên minh Áo-Pháp-Nga. Dựa vào thông tin do các nhà ngoại giao, gián điệp và kỵ binh tuần tiễu cung cấp, Friedrich tiên liệu rằng Áo sẽ mở cuộc hành quân đánh Sachsen và Lausitz để phối hợp với cuộc tấn công của Pháp và quân đội Đế quốc La Mã Thần thánh qua sông Rhein. Do vậy, ông dự định tập trung binh mã tại Sachsen và áp dụng nguyên tắc "chiến dịch đánh trong" để chống đỡ kẻ thù nào lọt vào tầm đánh của ông trước, sau đó chuyển sang thế phản công chiến lược. Kế hoạch này nhanh chóng gặp phải sự phản đối kịch liệt từ trung tướng Karl von Winterfeldt - tham tán của Friedrich - và vị thống chế 72 tuổi Kurt von Schwerin. Họ thúc giục nhà vua tung một đòn phủ đầu các trung tâm tiếp tế của Áo tại Königgrätz và Pardubitz phía đông Praha nhằm buộc chính phủ Áo phải ký một hòa ước riêng với Phổ, hoặc ít nhất là buộc giới chỉ huy quân sự Áo phải từ bỏ các hoạt động quân sự quy mô lớn.
Đầu tháng 4, thông qua những báo cáo từ Versailles và thung lũng Rhein, Friedrich hiểu rằng các đồng minh của Áo đang chuẩn bị rất chậm và một "cửa sổ cơ hội" đã mở ra cho ông loại Áo khỏi vòng chiến trong vòng từ 6 tuần trở xuống. Lập tức, nhà vua từ bỏ ý định ban đầu của mình và lên kế hoạch đem 115.000 đại binh tấn công Böhmen theo 4 mũi. Đạo quân thứ 1 (19.300 quân) của vương công Moritz xứ Anhalt-Dessau từ khu vực Zwickau-Chemnitz tiến xuống thung lũng Eger và hội với đạo quân chủ lực (40.000 quân & 80 đại bác) do Friedrich trực tiếp chỉ huy từ Dresden tiến dọc theo bờ tây sông Elbe. Trên mạn đông, đạo quân thứ 3 (20.000 quân) do August Wilhelm, quận công Bevern chỉ huy từ Lausitz đánh Jung-Bunzlau và hội với đạo quân thứ 4 (34.000 quân) của thống chế von Schwerin từ Schlesien đánh Trautenau. Sau đó, Friedrich dự định gộp 2 cánh quân lớn này trong vùng ngoại ô Leitermitz và tấn công dứt điểm quân đội Habsburg. Sự tương đồng giữa bản kế hoạch này với kế hoạch đánh Áo năm 1866 của thượng tướng bộ binh Helmuth von Moltke đã thúc đẩy các sử gia Bộ Tổng tham mưu Phổ cuối thế kỷ 19 kết luận Friedrich đã lựa chọn một phiên bản sơ khởi của khái niệm hành quân riêng rẽ và hợp nhất trong trận đánh quyết định trên đất địch. Để bảo đảm tuyệt mật, nhà vua không chỉ giữ các bản kế hoạch cho riêng mình mà còn lập một hệ thống tiền đồn và trạm kiểm soát dày đặc để ngăn chặn bất kỳ một thông tin quan trọng nào về bố trí tác chiến của Phổ lọt vào đại bản doanh Áo.
Về phía Áo, trấn thủ Böhmen là thống chế Maximilian von Browne và tướng Giambattista Serbelloni ban đầu định mở một cuộc tổng tấn công dưới sự chỉ huy tối cao của vương công Karl xứ Lothringen, phối hợp với các cuộc hành binh của Pháp và Nga được dự kiến tiến hành vào mùa xuân 1757. Tuy nhiên, do tin rằng Phổ sẽ giữ thế bị động nên các chỉ huy Áo sau cùng lại quyết định chưa manh động làm mệt quân sĩ. Chủ trương này được tán đồng bởi tể tướng Wenzel Anton Fürst von Kaunitz, người cho rằng Áo không nên "đánh liều bất cứ cái gì quan trọng". Browne, người luôn khinh thường khả năng chiến lược của Friedrich Đại đế, đã bác bỏ những lời cảnh báo của tuyển hầu tước Sachsen về dự định của Friedrich nhằm "đem 160.000 quân tấn công Böhmen theo 5 mũi" và bãi bỏ kế hoạch đánh Sachsen. Thay vì đó, Browne xây dựng 1 hàng rào phòng thủ gồm 24.000 quân ở thượng lưu sông Eger, 36.000 quân do Browne trực tiếp chỉ huy giữa Praha và sông Eger, 28.000 quân tại Regensburg gần biên giới Lausitz và thêm 24.000 quân nữa quanh Königgrätz để chặn đánh bất kỳ 1 mũi tấn công trực tiếp nào từ Schlesien. Theo đánh giá của nhà sử học quân sự Dennis E. Showalter, đội hình này hợp với việc "ngăn chặn buôn lậu" hơn là "tiến hành chiến dịch".
| “                                      | Ngài [Friedrich] rất nồng nhiệt và phấn khởi, nói với tôi rằng trận Pharsalia giữa các vương triều Áo và Brandenburg sẽ diễn ra một hai ngày tới | ” |
| — Andrew Mitchell, công sứ Anh tại Phổ | |   |

Ngày 18 tháng 4, quân Phổ ồ ạt tràn qua biên ải Böhmen, gây cho phía Áo choáng ngợp. Chỉ trong vòng 10 ngày, 4 đạo quân Phổ đã gộp thành 2 gọng kìm và đẩy quân đội Habsburg về Praha. Ngày 30 tháng 4, vương công Karl đến Böhmen và nhậm chức tổng tư lệnh quân đội Áo. Mâu thuẫn giữa các tướng Áo bùng phát khi Browne khẩn thiết yêu cầu Karl đánh quỵ một trong 2 cánh quân Phổ trước khi họ có thể hiệp lực, nhưng Karl lại chủ trương tổ chức phòng thủ gần Praha. Cuối cùng, 1 hội đồng chiến tranh đã quyết định thu quân khỏi sông Moldau rồi bố trí 1 đồn binh mạnh tại Praha đồng thời dàn 60.000 quân chủ lực - gồm cánh trái do Karl trực tiếp chỉ huy và cánh phải dưới quyền Browne - phòng ngự trên cao nguyên phía đông thành phố, giữa 2 làng mà ngày nay là các vùng ngoại ô Žižkov và Kyje của Praha. Sau khi nắm bắt tình hình, Friedrich II để lại 30.000 quân canh chừng Praha và kéo 24.000 quân và 50 khẩu đại pháo vượt sông Moldau tấn công quân đội Áo. Ông sai sứ giả truyền lệnh cho Schwerin gấp rút hội quân cùng ông, do các sứ giả liên tục bị kỵ binh tuần tiễu Áo chặn đánh nên phải đến ngày 5 tháng 5 Schwerin mới nhận được thượng lệnh. Khoảng 6h sáng ngày 6 tháng 5, các đơn vị đi đầu của Schwerin sáp nhập vào đạo binh của Friedrich và hình thành cánh trái của đạo binh này.

## Trận đánh

Bản đồ trận đánh

Do bầu trời buổi sáng ngày 6 tháng 5 khá quang đãng, Friedrich nhanh chóng nhận thấy sự rắn chắc của hàng phòng thủ quân Áo và quyết định không tấn công trực diện. Ông sai Schwerin cùng Winterfeldt trinh sát về hướng đông để tìm 1 phương án tấn công thích hợp hơn, và 2 ông sớm phát hiện ra quân cánh phải quân Áo được bố trí trên địa hình dốc thoải. Nhận được kết quả của cuộc thám sát, Friedrich lập tức sai đại quân tiến theo hướng nam-nam-đông để tiêu diệt cánh này, sau đó phá vỡ toàn bộ quân lực đối phương trước khi họ kịp thời xoay xở.
Quân đội Phổ bắt đầu hành tiến theo hướng đó vào lúc 7h sáng. Trong suốt 3 tiếng đồng hồ sau, địa hình bất lợi gồm những vườn cây, ao cá và đất trũng đã kìm hãm gay gắt tiến độ hành quân của họ và để lộ cho Browne biết ý đồ bọc sườn của Friedrich. Trong khi đại bác Áo thay đổi vị trí và xả đạn lên đội hình quân Phổ, thống chế Browne dồn 40 đại đội bộ binh từ hàng dự bị sang đón đánh đối phương, đồng thời huy động 12 trung đoàn thiết kỵ binh và long kỵ binh cùng 5 trung đoàn khinh kỵ binh yểm trợ sườn phải mới của mình. Bất chấp sự không đồng tình của nhà vua, Winterfeldt thấy vậy bèn thúc bộ binh tiền vệ xông thẳng lên phía trước. Khi Friedrich bày tỏ cho Schwerin biết ông bất mãn với hành động nóng vội của Winterfelt, vị thống chế hồi đáp: "Trứng tươi là trứng tốt" rồi lập tức điều kỵ binh xông lên yểm trợ cho Winterfeldt. 20 khối kỵ binh Phổ đã đánh bật tuyến đầu của kỵ binh Áo, nhưng rồi bị kỵ binh Áo phản công đẩy lui. Sau đó đà phản công của kỵ binh Áo bị chặn đứng khi phía Phổ cho xung trận long kỵ binh và khinh kỵ binh từ hàng dự bị. 1 viên đại tá, người đã từng vào sinh ra tử trong nhiều trận giáp lá cà, mô tả đây là "một cuộc hỗn chiến thật sự, như người ta thường thấy trong các tranh vẽ chiến trận".
Trong khi kỵ binh 2 bên đánh nhau bất phân thắng bại, bộ binh Phổ phải đối mặt với một hàng phòng thủ lớn mạnh về cả quân số lẫn chất lượng. Bộ binh Áo thoạt đầu được tăng cường bởi pháo binh trung đoàn họ, sau đó Browne lại điều thêm các khẩu 12 pao từ hàng dự bị vào cuộc. Về phía mình, Schwerin và Winterfeldt xua 14 tiểu đoàn vượt khoảng đất mềm đánh lên cao nguyên mà quân Áo đang chốt giữ. Thực hiện học thuyết chiến thuật của mình, bộ binh Phổ di chuyển với thạch cơ điểu thương vác vai nhằm đánh đổi hỏa lực bằng tốc độ nhanh và vẻ bề ngoài đáng sợ. Thế nhưng, những khẩu trọng pháo mà học thuyết chiến thuật của Phổ đòi hỏi yểm trợ 1 cuộc tấn công như vậy lại không có mặt do pháo binh Phổ còn đang bị kẹt cứng trên đường tiến. Không chút e sợ, quân Áo mặc sức cày phá đội hình quân Phổ bằng đại bác và thạch cơ điểu thương. Các trung đoàn tiên phong của Phổ bị tổn thất đến 50% binh lực của mình. Tuy vậy, quân Phổ vẫn vác điểu thương tiến được đến cách đối phương 200-300 bước rồi mới bị chặn đứng hoàn toàn. Khi đang dong ngựa trước trung đoàn 24 (Schwerin), tham tán Winterfeldt bị trọng thương do đạn bắn vào cổ. Một số binh sĩ Phổ quay đầu mà chạy, không thèm đếm xỉa tới mọi lời cảnh báo của sĩ quan. Quân Áo lại xả thêm 1 loạt đạn xối xả vào đội hình rã rời của Phổ và xông lên đoạt lấy 3 cờ hiệu từ tay đối phương.

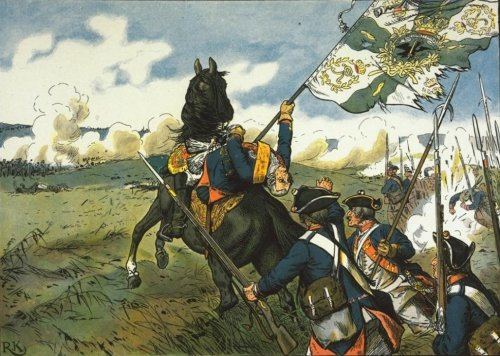
Thống chế Phổ von Schwerin trúng đạn ngã ngựa.

Nhận thấy quân Phổ đang lùi bước và trung đoàn 24 của ông có dấu hiệu tan rã, Schwerin thúc ngựa lên trước toàn quân, giật lấy cờ của 1 tiểu đoàn và hô to: "Tiến lên, hỡi các con!". Chỉ vài phút sau, 1 chùm đạn ria của quân Áo đã lấy đi sinh mạng của ông. Mất chủ soái, trung đoàn 24 cùng toàn bộ đội hình tấn công của Phổ tan vỡ và chạy về phía sau. Đắc thắng, quân Áo tràn xuống phản công vào lúc 10h30 và đánh bật 14 tiểu đoàn ở tuyến thứ hai của Schwerin. Trớ trêu cho người Áo, chính cuộc phản công này đã tạo nên một lỗ hổng về phía nam Kỵe giữa cánh quân chính của Karl, vẫn đang dàn theo hướng đông-tây, với cánh quân Browne. Chớp lấy thời cơ, trung tướng Hautcharmoy tung 22 tiểu đoàn vào khai thác lỗ hổng. Hautcharmoy trực tiếp nắm 6 tiểu đoàn thuộc các trung đoàn bộ binh 26 (Meyernick), 28 (Hautcharmoy) và 32 (Tresckow) trong khi số tiểu đoàn còn lại nắm dưới sự chỉ huy trên danh nghĩa của quận công Bevern. Khi tiến qua 2 ao nước gần Kej và lên cao nguyên, một số tiểu đoàn đã nhận thấy 1 sự tĩnh lặng lạ kỳ nơi chiến địa. Chẳng mấy chốc, viên đại tá chỉ huy 1 tiểu đoàn thuộc trung đoàn bộ binh 12 (Darmstadt) đã phát hiện cánh phải bị sơ hở của Browne. Ông liền chủ động điều quân sang trái và được tiếp bước bởi 2 tiểu đoàn thuộc trung đoàn 18 (Vương tử Phổ) cùng 2 tiểu đoàn khác thuộc trung đoàn 30 (Kannatcher). Lực lượng bé nhỏ này nhanh chóng bao vây quân Áo từ bên trái, gây tổn thất lớn cho các trung đoàn Wied và Mainz Kreis. Trong khi đó, kỵ binh hai bên đánh nhau dữ dội ở phía nam Sterbohol cho đến 11h30, khi trung tướng Hans Joachim von Ziethen tung 20 khối khinh kỵ binh và 5 khối long kỵ binh vào trận. Từ phía nam các ao nước, 25 khối kỵ binh này hội quân với các trung đoàn khinh kỵ binh 4 (Puttkamer) và 6 (Werner) rồi nhất tề xung phong vào sườn phải của kỵ binh Áo. Trận đấu kết thúc khi kỵ binh Áo bị đánh tan và phải cắm đầu mà chạy.

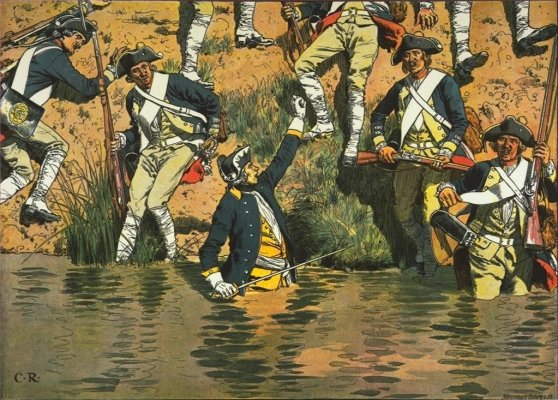
Vương tử Phổ Heinrich đôn đốc trung đoàn Itzenplitz lội suối.

Với việc sườn trái bị bao vây trong khi kỵ binh bị tan vỡ, quân cánh phải Áo đã rơi vào thế khốn cùng. Tai họa lại đến với họ khi đạn đại bác bắn nát chân Browne, buộc các tùy tùng phải đưa ông ra khỏi trận địa. Thừa thắng, 14 tiểu đoàn còn lại của Hautcharmoy và Bevern tràn sâu vào lỗ hổng để xuyên thủng sườn phải bị sơ hở của cánh quân chính dưới quyền Karl. Cùng lúc, thiếu tướng Christoph von Manstein dẫn 4 tiểu đoàn phóng lựu đánh đuổi quân Áo ra khỏi các công sự giữa những ao nước tại Kej và Hlaupetin. Mặc dù bị chống trả quyết liệt, quân Phổ đã buộc được quân Áo lùi bước trên rìa bắc của cao nguyên. Tướng Áo Kheul bèn chỉnh đốn hàng ngũ và lập tuyến phòng thủ mới ở phần phía đông của 1 thung lũng nhỏ dốc chạy lên phía bắc từ Malleschitz qua Kaiser Strasse tới làng Hrdlorzez. Giao tranh sau đó lại diễn ra hết sức gay gắt do người Áo nhất quyết không chịu từ bỏ trận tuyến mới của mình, và trung đoàn bộ binh 1 Phổ (Winterfeldt) đã bị đánh sụm khi đang cố leo lên sườn dốc. Bên cánh cực phải của quân chủ lực Phổ, thân vương Heinrich - em ruột vua Friedrich II - đả để lại dấu ấn trong ngày khi, thấy trung đoàn bộ binh 13 (Itzenplitz) có vẻ do dự, ông liền xuống ngựa và dẫn dắt họ vượt một con suối sâu và chảy xiết. Heinrich - vốn không phải là một người cao lớn - suýt nữa thì đã chết đuối nếu không được quân binh cứu mạng giữa dòng nước, song hình ảnh vị vương tử người ướt sũng vung kiếm hô vang đã thôi thúc tướng sĩ đồng lòng vượt suối và đánh mạnh vào sườn trái quân Áo. Trước những đòn giáng của Heinrich từ hướng tây, Manstein từ hướng đông và Ziethen từ hướng đông-nam, kỷ luật quân Áo đổ vỡ và họ phải bỏ chạy về Praha vào lúc 15h. Nhiều đơn vị kỵ binh Áo đã thể hiện lòng dũng cảm của mình khi họ liên tục mở những cuộc tấn công và phản công để yểm trợ cho bộ binh rút lui an toàn.

## Kết cục
Trận đánh kết thúc với chiến thắng thuyết phục của Friedrich Đại đế. Không chỉ loại 14.275 quân Áo ra khỏi vòng chiến (10.000 tử vong hay bị thương, 4.275 bị bắt làm tù binh), quân binh Phổ đã chẻ đôi quân chủ lực Áo và nhốt 2/3 số quân còn lại của họ vào nội đô Praha. Trong thư gửi chị ông là công chúa Wilhelmina vào đêm ngày 6 tháng 5, Friedrich tuyên bố ông đã đánh bại hoàn toàn quân đội Áo, và thật sự, theo sử gia Showalter, thắng lợi tại Praha đã nói lên sự vững mạnh của quân đội Phổ khi họ đánh bật 1 đạo quân ngang sức ra khỏi 1 vị trí phòng ngự cứng rắn. Phải đến lúc thị sát trận địa vào buổi sáng hôm sau thì Friedrich mới thấy rõ cái giá cực kỳ đắt mà ông phải trả cho chiến thắng của mình. Thiệt hại của quân đội Phổ trong trận Praha lên đến 13.300 người (11.740 tử trận hay bị thương, 1.560 bị bắt làm tù binh), trong đó có nhiều bộ binh dày dạn kinh nghiệm mà Phổ không thể bù đắp. Thêm vào đó, Friedrich còn mất đi thống chế Schwerin, trung tướng Hautcharmoy cùng các thiếu tướng Emanuel von Schöning và Christian Friedrich von Blanckensee. Đây cũng là lần đầu tiên một số tiểu đoàn tinh nhuệ "Phổ xưa" bỏ trận mà chạy. Phía Áo cũng chịu 1 tổn thất to lớn khi Browne bị thương chí tử và qua đời vào ngày 26 tháng 6. Theo nhà sử học Russell F. Weigley, nếu xét về tỷ lệ thương vong so với quân số tác chiến thì trận Praha tàn khốc hơn bất kỳ 1 trận đánh nào trước đó trong lịch sử cận-hiện đại.
Nhận thấy mình không đủ binh lực để công chiếm thành phố rộng lớn này, Friedrich tiến hành bao vây Praha với niềm tin rằng Praha đang thiếu lương thực và điều này sẽ sớm buộc cư dân cùng "tàn binh bại tướng" trong thành phố khuất phục. Phải mất gần 1 tháng thì quân Phổ mới điều được công thành pháo từ Sachsen đến cửa ngõ Praha, và trong khoảng thời gian đó, nữ hoàng Áo Maria Theresia kiên quyết thuyết phục Pháp không từ bỏ cuộc chiến cho đến khi Áo lấy lại Schlesien. Từ ngày 29 tháng 5, các khẩu đội Phổ ra sức bắn phá Praha trong vòng 5 ngày nhưng không thể buộc thành phố đầu hàng. Sau khi chiêu tập được 55.000 binh sĩ ở mạn đông Böhmen đầu tháng 6, thống chế Áo Leopold Joseph von Daun tiến quân về phía đông vào ngày 12 tháng 6 nhằm giải vây Praha theo mệnh lệnh trực tiếp của tể tướng Kaunitz. Tình hình đó buộc vua Phổ phải nới lỏng vòng vây và dẫn 35.000 quân đi đánh Daun, người đã lập 1 tuyến phòng thủ kiên cố ở phía tây thị trấn Kolín. Bị thảm bại trong trận Kolín vào ngày 18 tháng 6, Friedrich Đại đế đành bỏ vây Praha đồng thời rút toàn bộ quân đội khỏi lãnh thổ Áo. Từ đây, Phổ buộc phải bị động đối phó với các cuộc tấn công từ nhiều hướng của liên minh Áo, Pháp và Nga.